# Volcán de Izalco

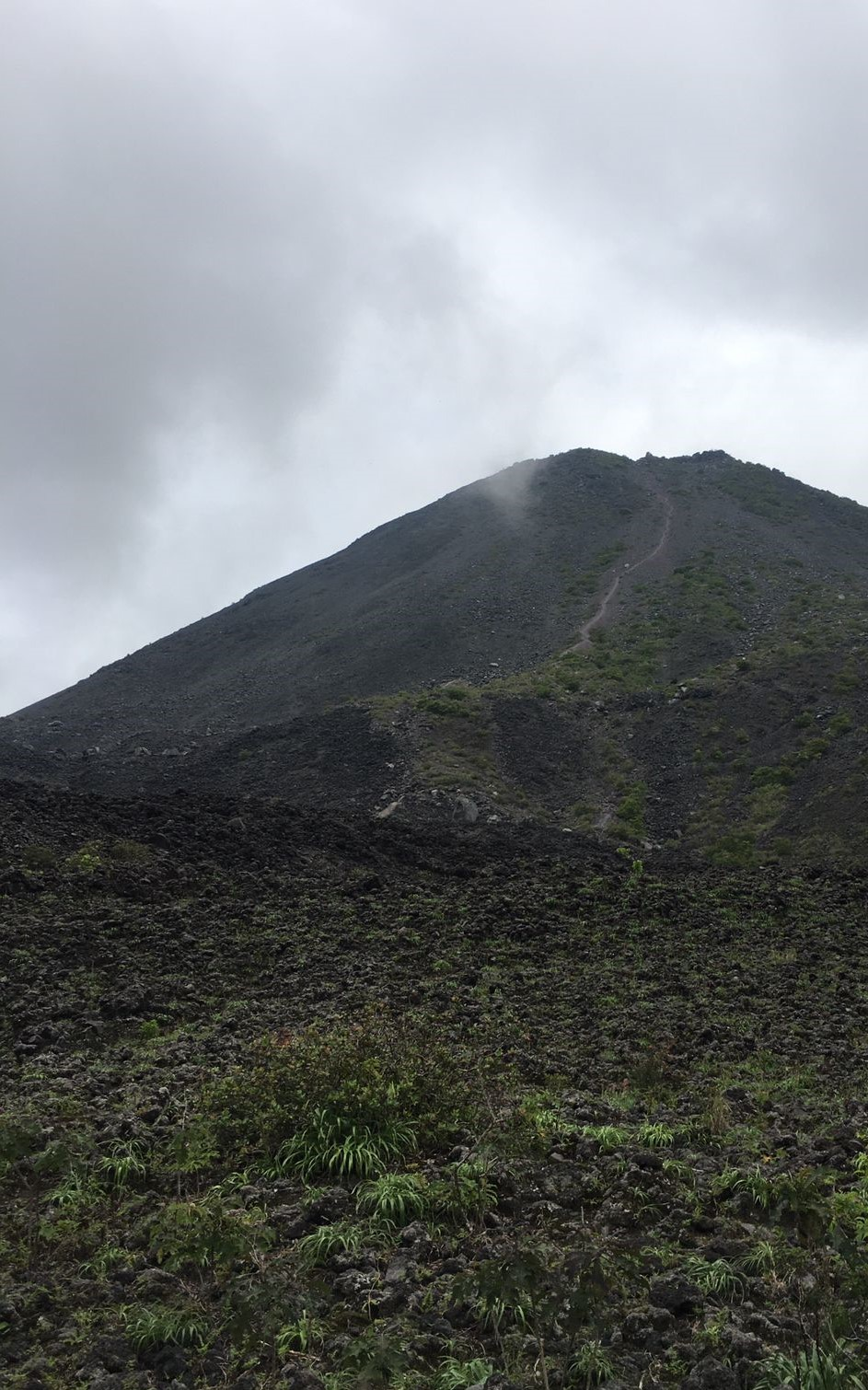
Volcán de Izalco, Departamento de Sonsonate, El Salvador

El Volcán de Izalco es el más joven de los volcanes de El Salvador y uno de los más jóvenes del continente americano. Según la versión popular, se originó en el año de 1770 cuando un orificio en la falda del Volcán de Santa Ana comenzó a despedir humo y cenizas. 

## Historia
Sin embargo, el historiador Jorge Lardé y Larín indica que sus orígenes se remontan al 19 de marzo de 1722 cuando se formó «un nuevo cráter por donde vomitó fuego, lava y cenizas», el cual hizo una importante erupción en 1745 según él Índice de explosividad volcánica este volcán es nivel 1 de 8.  El señor Olivella, de la Sociedad Astronómica de España y América, remitió en 1912 a la Sociedad fotografías del volcán en erupción.
Desde 1966 el volcán erupcionó por años, tanto que sus llamas se veían hasta el océano, esto dio lugar a que se conociera con el sobrenombre de Faro del Pacífico. Su actividad era tal que se formó un cono de 650 metros sobre la llanura vecinal (1.952 msnm), con un cráter de 250 metros de diámetro. Su última erupción regular ocurrió en el año 1958, aunque en 1966 despertó de su inactividad con una pequeña erupción lateral. Desde entonces se ha notado una disminución gradual en actividad y temperatura de sus fumarolas.
La primera ascensión al volcán fue realizada por el capitán aragonés Lupercio de Espés, antepasado de Manuel José Arce, en 1596.

## Toponimia
El nombre de Izalco tiene su origen en el idioma náhuatl (Itshalco), y significa: "Lugar en las arenas de obsidiana" o "Lugar en las arenas negras", puesto que itz-tl = obsidiana, sha-lli = arena, co = (lugar en).

## Actividad Volcánica
El volcán se encuentra bajo vigilancia permanente por su extenso historial de actividad volcánica, al igual que otros cinco volcanes de los mas de 170 que posee el territorio de El Salvador.
Desde 1770 hasta 1956 se han registrado al rededor de 51 erupciones.

## Ubicación
El volcán se ubica en el Complejo Los Volcanes, que pertenece al Área de Conservación y Reserva de Biosfera Apaneca, certificada por UNESCO en septiembre de 2007. A su vez, el complejo se ubica entre los municipios de Izalco y Nahuizalco del Departamento de Sonsonate.
La característica principal del complejo tiene que ver con la vinculación hidrogeológica de los tres volcanes: Izalco, Cerro Verde e Ilamatepec o Volcán de Santa Ana. Está formado por las porciones de San José Miramar, San Blas o Las Brumas, Ojo de Agua del Venado, Los Andes, El Paraíso, Volcán de Izalco, la Auxiliadora y el Cerro Verde.

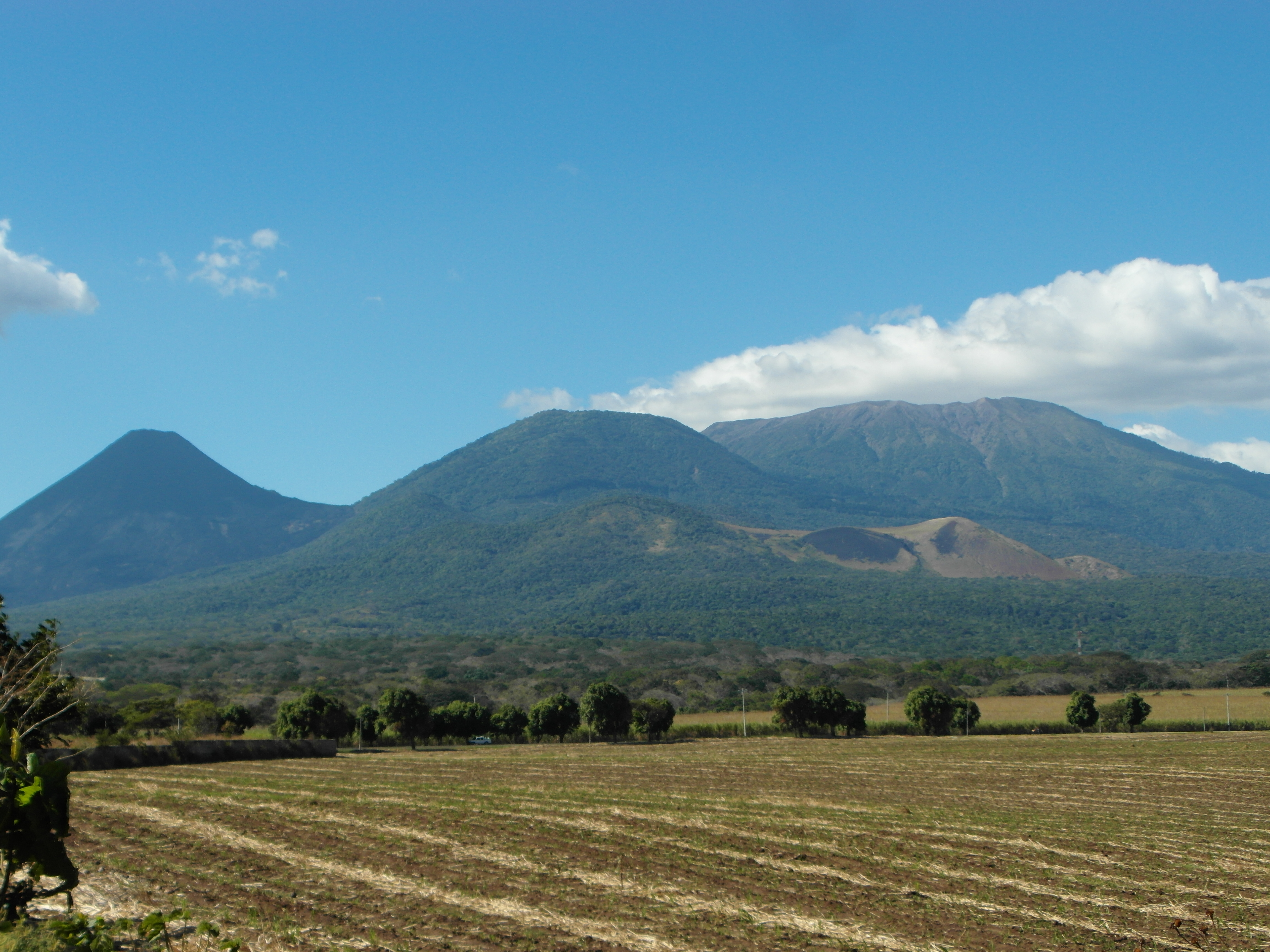
Foto del Complejo Los Volcanes, donde se ubica el Volcán de Izalco.

Se ha establecido declaratoria para San Blas, Volcán Izalco, sus lavas y San José Miramar. Posee Plan de Manejo aprobado y de obligatorio cumplimiento desde el 2006. Presenta paisajes espectaculares, volcanes activos, tres ecosistemas diferentes y es parte de la ecorregión de Bosques Montanos de Centro América. Tiene un potencial turístico de bajo impacto hasta visitaciones masivas y posee sitios con capacidad de infiltración y recarga acuífera con bosques en formación como sucesión primaria sobre colada volcánica.

## Biodiversidad
Flora: Se reportan más de 125 especies de árboles que están presentes en los ecosistemas: Bosque Tropical Siempre Verde Latifoliado Altimontano. Páramo Altimontano y Flujo de lava con escasa vegetación. Predominando las especies depalo de cera, pinabete, sapuyulo o especies propias de la lava como líquenes, licopodios, gramíneas y agaves; orquídeas de diferentes especies y bromelias conocidas como gallitos. En el páramo existe un grupo de especies únicas en el país; se caracterizan por presentar hojas anchas y achatadas o suaves debido a la presencia de pelos, estas especies se adaptan a los gases sulfurosos y fuertes vientos que ocurren en el volcán. Aproximadamente existen 134 hectáreas de plantaciones de ciprés que fueron introducidas por los antiguos propietarios.

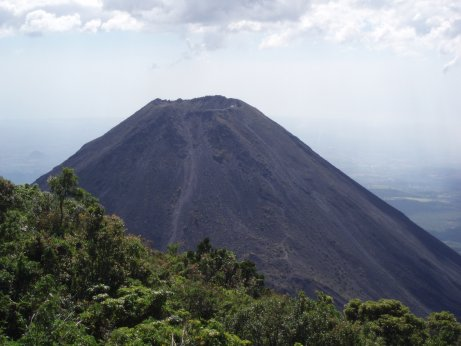
Foto del Volcán de Izalco.

Fauna: Entre los mamíferos se encuentran: coyotes, zorro espín, venado, tigrillo. Aves: gavilán cola corta, halcón de monte y águila negra entre otras. Es una de las pocas áreas naturales donde se han realizado monitoreo de aves, mamíferos, anfibios, reptiles.

## Clima

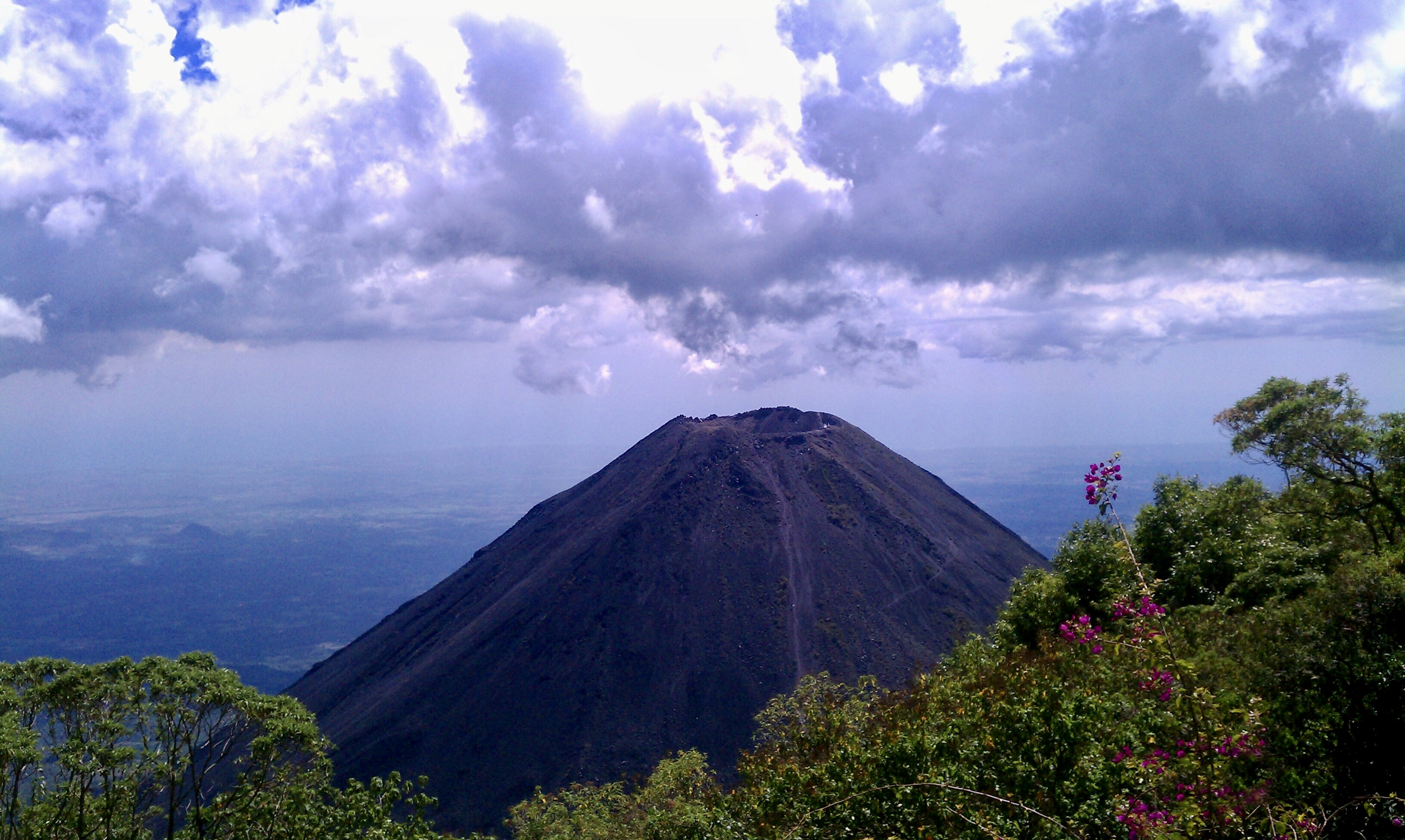
nubosidad en el volcán de Izalco

El clima es fresco, en promedio ronda los 16°C a 20 °C, aunque puede variar bruscamente a un ambiente más cálido, este cambio depende en gran medida a la luz solar. Al principio o final del día, como cuando hay presencia de nubes, la temperatura desciende, al igual que con el viento. Un día normal, se puede disfrutar de un clima entre 26 °C a 30 °C. En los meses de mayo a octubre llueve copiosamente, por lo que se recomienda acampar en los meses restantes. Durante la madrugada las temperaturas suelen bajar a 7 °C. En ocasiones puede haber mucha neblina, por lo que se perciben cambios de temperatura bastante variados en un lapso de tiempo corto.

## Mineralogía
En 1985 científicos de la Asociación Mineralógica Internacional descubrieron Fingerita en las faldas del volcán, este mineral se encuentra en la lista de los 2,500 minerales más raros del planeta.

## Turismo
Para los amantes de las caminatas al aire libre y los bellos paisajes, en el Parque se permite el acceso a las cumbres de los tres Volcanes.
Video del volcán de Izalco. Parque Nacional Los Volcanes. El Salvador.
El Parque Nacional Los Volcanes cuenta con tres accesos habilitados para turistas: 
1. El Sector Cerro Verde, de fácil acceso por carretera pavimentada (Carretera a Cerro Verde). Posee un turicentro administrado por el Instituto Salvadoreño de Turismo, senderos, orquidario, miradores, cafetería, guías locales y un hotel de montaña pronto a reabrirse. Desde aquí se organizan las caminatas a los otros volcanes con escolta de policía de turismo.
2. El Sector San Blas, con acceso vehicular a través de 200 metros de una derivación de tierra y piedra, 11 kilómetros después del desvío al Cerro Verde, cuenta con una estación de guardaparques, cafetería, cabañas tipo “mochilero” y una versión más confortable tipo iglú. Desde aquí parten senderos hacia las cumbres de los tres volcanes.
3. El Sector Los Andes, 6.5 km por calle de tierra (se requiere 4x4) desde la Carretera a Cerro Verde (8.4 kilómetros después del desvío), es el más privado, con estación de guardaparques, centro de visitantes, infraestructura para capacitaciones y eventos; estación biológica, áreas de campamento y almuerzo debidamente equipadas, orquidario, comedor, albergue ecológico tipo “deckcamping” y sendero al cráter de Santa Ana.
Existen muchos lugares que ofrecen cabañas y campos para acampar, todo lo cual debe hacerse con reserva previa para evitar inconvenientes, les mostramos un vídeo de una finca para acampar en el parque los volcanes, Vacaciones en el Parque Los Volcanes. El Salvador.

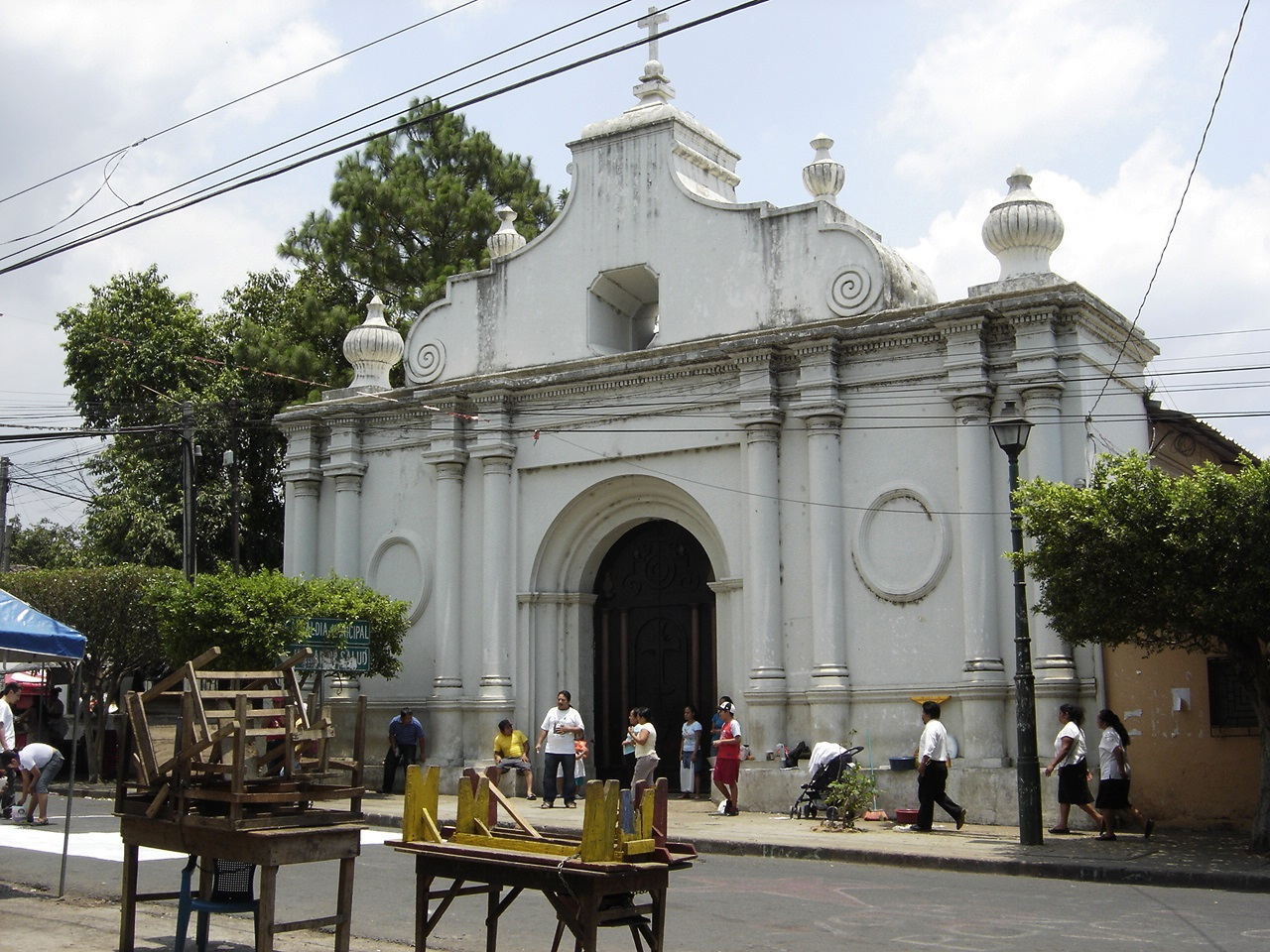

En general el clima es fresco. Como en el resto del país, los mejores meses para actividades de campo son mayo, junio, octubre, noviembre y diciembre; aunque una visita en cualquier otro momento también le resultará placentera.
Por razones de seguridad, las caminatas a las cumbres de los volcanes de Izalco y Santa Ana deben hacerse en compañía de guías locales y personal especializado; infórmese en las estaciones de guías, guarda-recursos y Policía de turismo.

## Reglamento interno para el turismo en el Parque Nacional Los Volcanes
- Existe un registro obligatorio en las casetas de entrada del Parque.
- El ingreso de bebidas embriagantes está prohibido, así como fumar dentro del Parque.
- Depositar la basura en bolsas plásticas, y retirarla del área.
- El uso de altavoces y bocinas de vehículos están prohibidas ya que afecta el comportamiento de la fauna silvestre.
- Si porta armas deberá dejarlas en la caseta de entrada.
- Atienda las sugerencias de los guías y guardaparques, ellos están autorizados para aplicar la Ley de Áreas Naturales Protegidas.
- Es obligatorio ascender al cráter custodiado por agentes de POLITUR o Guías Turísticos.
- Hacer fogatas y cocinar solo se permite en los sitios indicados dentro del área natural.
- Manchar, calar o rallar rocas, árboles, hornillas, mesas, rótulos y cabañas no es permitido.
- Los visitantes y personas de las comunidades internas del Parque deben abstenerse de conducir bicicletas y motos, así como montar caballos o conducir ganado por las calles y senderos.
- Los guardaparques decomisarán aparatos de sonido, armas de fuego, corvos, hondillas, bebidas embriagantes y mascotas.
- Hacer escándalos, quemar pólvora, gritar, tocar instrumentos musicales, encender aparatos de sonido o intimidar a terceras personas está prohibido.
- Debe tener precaución al conducir su vehículo, la velocidad máxima es de 10 kilómetros por hora en el caso del Sector Los Andes.